# امسعيد
امسعيد هي إحدى بلديات ولاية عين تموشنت الجزائرية.